# Кораш, Марчел
Марчел Кораш (рум. Marcel Coraș род. 14 мая 1959, Арад) — румынский футболист и футбольный тренер, игрок сборной Румынии.

## Карьера
Он родился в Араде и дебютировал в Дивизии А в 1977 году в составе родной команды «УТА». Наиболее успешным для него был период с 1983 по 1988 год, когда он играл за «Спортул Студенцеск», с которым в 1986 году выиграл серебряные медали лиги. В 1984 году он стал лучшим бомбардиром Высшей лиги с 20 голами. Он ушел на пенсию в 1995 году, завершив свой четвертый сезон в футбольном клубе «УТА».
За сборную Румынии Кораш сыграл 36 матчей и забил 6 голов, а также представлял свою страну на Евро-1984.